# Флаг Содружества наций
Флаг Содружества наций — один из официальных символов Британского Содружества. Флаг представляет собой синее полотнище, в центре которого помещён символ Содружества — буква «С» (от англ. commonwealth), выполненная в виде копий, опоясывающих земной шар. Всего их на флаге 34 (до 2013 года — 61), и их количество не представляет число членов Содружества, а означает сотрудничество между государствами.

## История появления флага
Появление флага связано со встречей глав государств — членов Содружества наций, прошедшей в Оттаве в марте 1973 года. Тогда изображение, сходное с нынешним флагом, было помещено на вымпелы автомобилей собравшихся делегатов по инициативе генерального секретаря Содружества Арнольда Смита и премьер-министра Канады Пьера Трюдо.
В ноябре 2013 года изначальный дизайн флага изменился: земной шар был наклонен и перерисован, а число копий уменьшилось, оттенок синего также изменен. Пропорции флага теперь 2:3 вместо прежних 1:2.

## Использование флага
Флаг развевается над лондонским зданием Мальборо-хаус (Marlborough House) — штаб-квартирой Секретариата Содружества наций, а также и над другими зданиями, в которых проходят встречи Содружества и заседания глав правительств, а также мероприятия, связанные с его деятельностью.
Флаг Содружества вывешивается над зданием парламента Шотландии в Эдинбурге в День Содружества, который отмечается в Великобритании во второй вторник марта. В Канаде флаг во время праздника фактически не используется.